# Heberth Bayona
Heberth Alberto Bayona Reyes (San Antonio de Los Altos, 26 aprile 1978) è un ex cestista venezuelano.

## Carriera
Con il Venezuela ha disputato i Campionati mondiali del 2006.